# Gæsafjöll
Gæsafjöll är ett berg i republiken Island.   Det ligger i regionen Norðurland eystra, i den norra delen av landet, 290 km nordost om huvudstaden Reykjavik. Toppen på Gæsafjöll är 811 meter över havet.
Trakten ingår i den boreala klimatzonen. Årsmedeltemperaturen i trakten är −4 °C. Den varmaste månaden är juli, då medeltemperaturen är 10 °C, och den kallaste är februari, med −11 °C.